# Eleições autárquicas de 2021 em Coimbra
As eleições autárquicas de 2021 serviram para eleger os membros dos órgãos do poder local no concelho de Coimbra.
A grande coligação liderada pelo Partido Social Democrata e que juntava partidos como CDS – Partido Popular e mais outros 5 partidos, que apresentava José Manuel Silva como candidato, conseguiu recuperar a Câmara de Coimbra, 8 anos depois de a ter perdido para o Partido Socialista. A coligação de centro-direita conseguiu vencer com maioria absoluta ao obter 43,9% dos votos e 6 dos 11 vereadores.
O grande derrotado foi o Partido Socialista, que tinha Manuel Machado o autarca em funções desde 2013 como candidato, que perdeu a autarquia ao ficar-se pelos 32,7% dos votos e 4 vereadores. Esta derrota só pôs fim a 8 anos de governação socialista na autarquia.
Por fim, destacar a manutenção do vereador eleito pela Coligação Democrática Unitária ao conseguir 7,5% dos votos, resultado ligeiramente inferior ao obtido pelos comunistas em 2017.

## Candidatos
| Lista | Lista                                  | Candidato              |
| ----- | -------------------------------------- | ---------------------- |
|       | Partido Socialista                     | Manuel Machado         |
|       | PSD-CDS-PPM-VP-RIR-A-NC                | José Manuel Silva      |
|       | Coligação Democrática Unitária         | Francisco Queirós      |
|       | Cidadãos por Coimbra (Apoiado pelo BE) | Jorge Gouveia Monteiro |
|       | Pessoas–Animais–Natureza               | Filipe Reis            |
|       | CHEGA                                  | Miguel Ângelo Marques  |
|       | Iniciativa Liberal                     | Tiago Meireles Ribeiro |
|       | PDR-MPT                                | Inês Tafula            |

## Resultados Oficiais

### Câmara Municipal
| Partido                 | Partido                        | Votos   | %               | +/-   | Vereadores | +/-     |
| ----------------------- | ------------------------------ | ------- | --------------- | ----- | ---------- | ------- |
|                         | PSD-CDS-PPM-VP-RIR-A-NC        | 29 349  | 43,92 / 100,00  | 17,36 | 6 / 11     | 2       |
|                         | Partido Socialista             | 21 820  | 32,65 / 100,00  | 2,81  | 4 / 11     | 1       |
|                         | Coligação Democrática Unitária | 5 022   | 7,51 / 100,00   | 0,79  | 1 / 11     | Estável |
|                         | Cidadãos por Coimbra           | 4 201   | 6,29 / 100,00   | 0,73  | 0 / 11     | Estável |
|                         | CHEGA                          | 1 529   | 2,29 / 100,00   | Novo  | 0 / 11     | Novo    |
|                         | Iniciativa Liberal             | 1 111   | 1,66 / 100,00   | Novo  | 0 / 11     | Novo    |
|                         | Pessoas–Animais–Natureza       | 968     | 1,45 / 100,00   | 0,15  | 0 / 11     | Estável |
|                         | PDR-MPT                        | 144     | 0,22 / 100,00   | Novo  | 0 / 11     | Novo    |
| Votos Inválidos         | Votos Inválidos                | 2 687   | 4,02 / 100,00   | 0,67  |            |         |
| Total                   | Total                          | 66 831  | 100,00 / 100,00 |       | 11 / 11    |         |
| Eleitorado/Participação | Eleitorado/Participação        | 126 293 | 52,92 / 100,00  | 0,53  |            |         |

### Assembleia Municipal
| Partido                 | Partido                        | Votos   | %               | +/-   | Deputados | +/-     |
| ----------------------- | ------------------------------ | ------- | --------------- | ----- | --------- | ------- |
|                         | PSD-CDS-PPM-VP-RIR-A-NC        | 26 916  | 40,28 / 100,00  | 14,26 | 15 / 33   | 5       |
|                         | Partido Socialista             | 21 312  | 31,89 / 100,00  | 1,67  | 12 / 33   | 1       |
|                         | Coligação Democrática Unitária | 6 390   | 9,56 / 100,00   | 0,76  | 3 / 33    | Estável |
|                         | Cidadãos por Coimbra           | 4 581   | 6,86 / 100,00   | 0,53  | 2 / 33    | Estável |
|                         | CHEGA                          | 1 941   | 2,90 / 100,00   | Novo  | 1 / 33    | Novo    |
|                         | Iniciativa Liberal             | 1 547   | 2,31 / 100,00   | Novo  | 0 / 33    | Novo    |
|                         | Pessoas–Animais–Natureza       | 1 327   | 1,99 / 100,00   | 0,16  | 0 / 33    | Estável |
|                         | PDR-MPT                        | 164     | 0,25 / 100,00   | Novo  | 0 / 33    | Novo    |
| Votos Inválidos         | Votos Inválidos                | 2 648   | 3,96 / 100,00   | 0,88  |           |         |
| Total                   | Total                          | 66 826  | 100,00 / 100,00 |       | 33 / 33   |         |
| Eleitorado/Participação | Eleitorado/Participação        | 126 293 | 52,91 / 100,00  | 0,55  |           |         |

### Juntas de Freguesia
| Partido                 | Partido                        | Votos   | %               | +/-   | Presidentes | +/-     | Mandatos  | +/-  |
| ----------------------- | ------------------------------ | ------- | --------------- | ----- | ----------- | ------- | --------- | ---- |
|                         | PSD-CDS-PPM-VP-RIR-A-NC        | 26 254  | 39,28 / 100,00  | 11,81 | 6 / 18      | 2       | 70 / 188  | 17   |
|                         | Partido Socialista             | 23 851  | 35,68 / 100,00  | 1,07  | 10 / 18     | 1       | 87 / 188  | 5    |
|                         | Coligação Democrática Unitária | 8 356   | 12,50 / 100,00  | 0,01  | 2 / 18      | Estável | 25 / 188  | 2    |
|                         | Grupo de Cidadãos              | 4 298   | 6,43 / 100,00   | 13,79 | 0 / 18      | 1       | 6 / 188   | 20   |
|                         | CHEGA                          | 1 266   | 1,89 / 100,00   | Novo  | 0 / 18      | Novo    | 0 / 188   | Novo |
| Votos Inválidos         | Votos Inválidos                | 2 819   | 4,22 / 100,00   | 0,87  |             |         |           |      |
| Total                   | Total                          | 66 844  | 100,00 / 100,00 |       | 18 / 18     |         | 188 / 188 |      |
| Eleitorado/Participação | Eleitorado/Participação        | 126 293 | 52,93 / 100,00  | 0,53  |             |         |           |      |

## Resultados por Freguesia

### Câmara Municipal
| Freguesia                                 | %                             | %     | %     | %    | %    | %    | %    | %        | Votantes |
| Freguesia                                 | PSD- CDS- PPM- VP- RIR- A- NC | PS    | CDU   | CpC  | CH   | IL   | PAN  | PDR- MPT | Votantes |
| ----------------------------------------- | ----------------------------- | ----- | ----- | ---- | ---- | ---- | ---- | -------- | -------- |
| Freguesia                                 |                               |       |       |      |      |      |      |          | Votantes |
| Almalaguês                                | 30,10                         | 51,08 | 6,31  | 4,66 | 1,85 | 0,77 | 0,83 | 0,13     | 1 568    |
| Antuzede e Vil de Matos                   | 31,16                         | 50,24 | 6,32  | 3,12 | 2,01 | 1,39 | 1,04 | 0,21     | 1 441    |
| Assafarge e Antanhol                      | 47,01                         | 30,09 | 5,52  | 7,00 | 2,64 | 1,44 | 1,40 | 0,16     | 2 572    |
| Brasfemes                                 | 33,27                         | 44,33 | 10,60 | 2,12 | 2,49 | 1,84 | 1,75 | 0        | 1 085    |
| Ceira                                     | 36,18                         | 43,41 | 8,29  | 2,84 | 2,47 | 1,48 | 0,80 | 0,12     | 1 617    |
| Cernache                                  | 36,31                         | 33,76 | 15,13 | 3,83 | 3,78 | 0,90 | 1,56 | 0,38     | 2 115    |
| Coimbra                                   | 49,69                         | 24,72 | 6,88  | 9,61 | 2,04 | 1,84 | 1,34 | 0,19     | 5 830    |
| Eiras e São Paulo de Frades               | 41,76                         | 34,07 | 7,79  | 5,86 | 2,71 | 1,39 | 1,64 | 0,36     | 7 496    |
| Santa Clara e Castelo Viegas              | 46,81                         | 29,29 | 6,75  | 7,36 | 2,40 | 1,57 | 1,84 | 0,24     | 5 337    |
| Santo António dos Olivais                 | 51,34                         | 24,11 | 6,69  | 8,53 | 1,74 | 2,19 | 1,59 | 0,14     | 19 410   |
| São João do Campo                         | 18,83                         | 55,89 | 15,31 | 2,22 | 2,72 | 0,91 | 0,60 | 0,40     | 993      |
| São Martinho de Árvore e Lamarosa         | 41,98                         | 45,34 | 3,54  | 0,93 | 2,86 | 0,93 | 1,31 | 0,25     | 1 608    |
| São Martinho do Bispo e Ribeira de Frades | 40,23                         | 37,10 | 6,02  | 6,72 | 2,68 | 1,90 | 1,36 | 0,27     | 6 932    |
| São Silvestre                             | 36,29                         | 43,44 | 7,37  | 1,98 | 3,54 | 1,42 | 0,99 | 0,14     | 1 411    |
| Souselas e Botão                          | 52,62                         | 30,59 | 6,37  | 1,27 | 1,80 | 1,49 | 0,92 | 0,13     | 2 275    |
| Taveiro, Ameal e Arzila                   | 29,88                         | 40,83 | 15,89 | 3,12 | 2,40 | 0,81 | 1,31 | 0,27     | 2 209    |
| Torres do Mondego                         | 27,05                         | 48,21 | 13,57 | 2,32 | 1,43 | 0,98 | 2,05 | 0,09     | 1 120    |
| Trouxemil e Torre de Vilela               | 38,13                         | 42,99 | 5,52  | 2,81 | 2,70 | 1,05 | 1,32 | 0,39     | 1 812    |
| Coimbra                                   | 43,92                         | 32,65 | 7,51  | 6,29 | 2,29 | 1,66 | 1,45 | 0,22     | 66 831   |

#### Almalaguês
| Partido                 | Partido                        | Votos | %               | +/-  |
| ----------------------- | ------------------------------ | ----- | --------------- | ---- |
|                         | Partido Socialista             | 801   | 51,08 / 100,00  | 0,82 |
|                         | PSD-CDS-PPM-VP-RIR-A-NC        | 472   | 30,10 / 100,00  | 6,05 |
|                         | Coligação Democrática Unitária | 99    | 6,31 / 100,00   | 1,97 |
|                         | Cidadãos por Coimbra           | 73    | 4,66 / 100,00   | 1,11 |
|                         | CHEGA                          | 29    | 1,85 / 100,00   | Novo |
|                         | Pessoas–Animais–Natureza       | 13    | 0,83 / 100,00   | 0,15 |
|                         | Iniciativa Liberal             | 12    | 0,77 / 100,00   | Novo |
|                         | PDR-MPT                        | 2     | 0,13 / 100,00   | Novo |
| Votos Inválidos         | Votos Inválidos                | 67    | 4,27 / 100,00   | 1,02 |
| Total                   | Total                          | 1 568 | 100,00 / 100,00 |      |
| Eleitorado/Participação | Eleitorado/Participação        | 2 666 | 58,81 / 100,00  | 0,98 |

#### Antuzede e Vil de Matos
| Partido                 | Partido                        | Votos | %               | +/-  |
| ----------------------- | ------------------------------ | ----- | --------------- | ---- |
|                         | Partido Socialista             | 724   | 50,24 / 100,00  | 3,95 |
|                         | PSD-CDS-PPM-VP-RIR-A-NC        | 449   | 31,16 / 100,00  | 9,05 |
|                         | Coligação Democrática Unitária | 91    | 6,32 / 100,00   | 0,76 |
|                         | Cidadãos por Coimbra           | 45    | 3,12 / 100,00   | 0,18 |
|                         | CHEGA                          | 29    | 2,01 / 100,00   | Novo |
|                         | Iniciativa Liberal             | 20    | 1,39 / 100,00   | Novo |
|                         | Pessoas–Animais–Natureza       | 15    | 1,04 / 100,00   | 0,02 |
|                         | PDR-MPT                        | 3     | 0,21 / 100,00   | Novo |
| Votos Inválidos         | Votos Inválidos                | 65    | 4,51 / 100,00   | 0,93 |
| Total                   | Total                          | 1 441 | 100,00 / 100,00 |      |
| Eleitorado/Participação | Eleitorado/Participação        | 2 650 | 54,38 / 100,00  | 3,43 |

#### Assafarge e Antanhol
| Partido                 | Partido                        | Votos | %               | +/-   |
| ----------------------- | ------------------------------ | ----- | --------------- | ----- |
|                         | PSD-CDS-PPM-VP-RIR-A-NC        | 1 209 | 47,01 / 100,00  | 14,86 |
|                         | Partido Socialista             | 774   | 30,09 / 100,00  | 3,43  |
|                         | Cidadãos por Coimbra           | 180   | 7,00 / 100,00   | 0,32  |
|                         | Coligação Democrática Unitária | 142   | 5,52 / 100,00   | 1,04  |
|                         | CHEGA                          | 68    | 2,64 / 100,00   | Novo  |
|                         | Iniciativa Liberal             | 37    | 1,44 / 100,00   | Novo  |
|                         | Pessoas–Animais–Natureza       | 36    | 1,40 / 100,00   | 0,28  |
|                         | PDR-MPT                        | 4     | 0,16 / 100,00   | Novo  |
| Votos Inválidos         | Votos Inválidos                | 122   | 4,74 / 100,00   | 0,26  |
| Total                   | Total                          | 2 572 | 100,00 / 100,00 |       |
| Eleitorado/Participação | Eleitorado/Participação        | 4 560 | 56,40 / 100,00  | 0,07  |

#### Brasfemes
| Partido                 | Partido                        | Votos | %               | +/-   |
| ----------------------- | ------------------------------ | ----- | --------------- | ----- |
|                         | Partido Socialista             | 481   | 44,33 / 100,00  | 2,29  |
|                         | PSD-CDS-PPM-VP-RIR-A-NC        | 361   | 33,27 / 100,00  | 12,39 |
|                         | Coligação Democrática Unitária | 115   | 10,60 / 100,00  | 3,64  |
|                         | CHEGA                          | 27    | 2,49 / 100,00   | Novo  |
|                         | Cidadãos por Coimbra           | 23    | 2,12 / 100,00   | 0,26  |
|                         | Iniciativa Liberal             | 20    | 1,84 / 100,00   | Novo  |
|                         | Pessoas–Animais–Natureza       | 19    | 1,75 / 100,00   | 0,13  |
|                         | PDR-MPT                        | 0     | 0,00 / 100,00   | Novo  |
| Votos Inválidos         | Votos Inválidos                | 39    | 3,60 / 100,00   | 3,64  |
| Total                   | Total                          | 1 085 | 100,00 / 100,00 |       |
| Eleitorado/Participação | Eleitorado/Participação        | 1 747 | 62,11 / 100,00  | 2,03  |

#### Ceira
| Partido                 | Partido                        | Votos | %               | +/-  |
| ----------------------- | ------------------------------ | ----- | --------------- | ---- |
|                         | Partido Socialista             | 702   | 43,41 / 100,00  | 0,10 |
|                         | PSD-CDS-PPM-VP-RIR-A-NC        | 585   | 36,18 / 100,00  | 5,56 |
|                         | Coligação Democrática Unitária | 134   | 8,29 / 100,00   | 1,00 |
|                         | Cidadãos por Coimbra           | 46    | 2,84 / 100,00   | 0,18 |
|                         | CHEGA                          | 40    | 2,47 / 100,00   | Novo |
|                         | Iniciativa Liberal             | 24    | 1,48 / 100,00   | Novo |
|                         | Pessoas–Animais–Natureza       | 13    | 0,80 / 100,00   | 0,45 |
|                         | PDR-MPT                        | 2     | 0,12 / 100,00   | Novo |
| Votos Inválidos         | Votos Inválidos                | 71    | 4,39 / 100,00   | 0,22 |
| Total                   | Total                          | 1 617 | 100,00 / 100,00 |      |
| Eleitorado/Participação | Eleitorado/Participação        | 3 087 | 52,38 / 100,00  | 1,25 |

#### Cernache
| Partido                 | Partido                        | Votos | %               | +/-   |
| ----------------------- | ------------------------------ | ----- | --------------- | ----- |
|                         | PSD-CDS-PPM-VP-RIR-A-NC        | 768   | 36,31 / 100,00  | 12,33 |
|                         | Partido Socialista             | 714   | 33,76 / 100,00  | 2,99  |
|                         | Coligação Democrática Unitária | 320   | 15,13 / 100,00  | 1,03  |
|                         | Cidadãos por Coimbra           | 81    | 3,83 / 100,00   | 1,89  |
|                         | CHEGA                          | 80    | 3,78 / 100,00   | Novo  |
|                         | Pessoas–Animais–Natureza       | 33    | 1,56 / 100,00   | 0,09  |
|                         | Iniciativa Liberal             | 19    | 0,90 / 100,00   | Novo  |
|                         | PDR-MPT                        | 8     | 0,38 / 100,00   | Novo  |
| Votos Inválidos         | Votos Inválidos                | 92    | 4,35 / 100,00   | 1,24  |
| Total                   | Total                          | 2 115 | 100,00 / 100,00 |       |
| Eleitorado/Participação | Eleitorado/Participação        | 3 421 | 61,82 / 100,00  | 0,68  |

#### Coimbra
| Partido                 | Partido                        | Votos  | %               | +/-   |
| ----------------------- | ------------------------------ | ------ | --------------- | ----- |
|                         | PSD-CDS-PPM-VP-RIR-A-NC        | 2 897  | 49,69 / 100,00  | 18,74 |
|                         | Partido Socialista             | 1 441  | 24,72 / 100,00  | 3,52  |
|                         | Cidadãos por Coimbra           | 560    | 9,61 / 100,00   | 0,02  |
|                         | Coligação Democrática Unitária | 401    | 6,88 / 100,00   | 1,62  |
|                         | CHEGA                          | 119    | 2,04 / 100,00   | Novo  |
|                         | Iniciativa Liberal             | 107    | 1,84 / 100,00   | Novo  |
|                         | Pessoas–Animais–Natureza       | 78     | 1,34 / 100,00   | 0,32  |
|                         | PDR-MPT                        | 11     | 0,19 / 100,00   | Novo  |
| Votos Inválidos         | Votos Inválidos                | 216    | 3,70 / 100,00   | 0,91  |
| Total                   | Total                          | 5 830  | 100,00 / 100,00 |       |
| Eleitorado/Participação | Eleitorado/Participação        | 12 546 | 46,47 / 100,00  | 0,14  |

#### Eiras e São Paulo de Frades
| Partido                 | Partido                        | Votos  | %               | +/-   |
| ----------------------- | ------------------------------ | ------ | --------------- | ----- |
|                         | PSD-CDS-PPM-VP-RIR-A-NC        | 3 130  | 41,76 / 100,00  | 17,54 |
|                         | Partido Socialista             | 2 554  | 34,07 / 100,00  | 3,47  |
|                         | Coligação Democrática Unitária | 584    | 7,79 / 100,00   | 1,03  |
|                         | Cidadãos por Coimbra           | 439    | 5,86 / 100,00   | 3,57  |
|                         | CHEGA                          | 203    | 2,71 / 100,00   | Novo  |
|                         | Pessoas–Animais–Natureza       | 123    | 1,64 / 100,00   | 0,85  |
|                         | Iniciativa Liberal             | 104    | 1,39 / 100,00   | Novo  |
|                         | PDR-MPT                        | 27     | 0,36 / 100,00   | Novo  |
| Votos Inválidos         | Votos Inválidos                | 332    | 4,42 / 100,00   | 0,12  |
| Total                   | Total                          | 7 496  | 100,00 / 100,00 |       |
| Eleitorado/Participação | Eleitorado/Participação        | 15 741 | 47,62 / 100,00  | 0,74  |

#### Santa Clara e Castelo Viegas
| Partido                 | Partido                        | Votos  | %               | +/-   |
| ----------------------- | ------------------------------ | ------ | --------------- | ----- |
|                         | PSD-CDS-PPM-VP-RIR-A-NC        | 2 498  | 46,81 / 100,00  | 17,72 |
|                         | Partido Socialista             | 1 563  | 29,29 / 100,00  | 2,43  |
|                         | Cidadãos por Coimbra           | 393    | 7,36 / 100,00   | 0,65  |
|                         | Coligação Democrática Unitária | 360    | 6,75 / 100,00   | 0,08  |
|                         | CHEGA                          | 128    | 2,40 / 100,00   | Novo  |
|                         | Pessoas–Animais–Natureza       | 98     | 1,84 / 100,00   | 0,39  |
|                         | Iniciativa Liberal             | 84     | 1,57 / 100,00   | Novo  |
|                         | PDR-MPT                        | 13     | 0,24 / 100,00   | Novo  |
| Votos Inválidos         | Votos Inválidos                | 200    | 3,75 / 100,00   | 1,25  |
| Total                   | Total                          | 5 337  | 100,00 / 100,00 |       |
| Eleitorado/Participação | Eleitorado/Participação        | 10 317 | 51,73 / 100,00  | 0,41  |

#### Santo António dos Olivais
| Partido                 | Partido                        | Votos  | %               | +/-   |
| ----------------------- | ------------------------------ | ------ | --------------- | ----- |
|                         | PSD-CDS-PPM-VP-RIR-A-NC        | 9 966  | 51,34 / 100,00  | 21,29 |
|                         | Partido Socialista             | 4 680  | 24,11 / 100,00  | 1,89  |
|                         | Cidadãos por Coimbra           | 1 655  | 8,53 / 100,00   | 0,50  |
|                         | Coligação Democrática Unitária | 1 298  | 6,69 / 100,00   | 0,62  |
|                         | Iniciativa Liberal             | 426    | 2,19 / 100,00   | Novo  |
|                         | CHEGA                          | 338    | 1,74 / 100,00   | Novo  |
|                         | Pessoas–Animais–Natureza       | 308    | 1,59 / 100,00   | 0,19  |
|                         | PDR-MPT                        | 28     | 0,14 / 100,00   | Novo  |
| Votos Inválidos         | Votos Inválidos                | 711    | 3,66 / 100,00   | 0,89  |
| Total                   | Total                          | 19 410 | 100,00 / 100,00 |       |
| Eleitorado/Participação | Eleitorado/Participação        | 36 298 | 53,47 / 100,00  | 0,17  |

#### São João do Campo
| Partido                 | Partido                        | Votos | %               | +/-  |
| ----------------------- | ------------------------------ | ----- | --------------- | ---- |
|                         | Partido Socialista             | 555   | 55,89 / 100,00  | 2,50 |
|                         | PSD-CDS-PPM-VP-RIR-A-NC        | 187   | 18,83 / 100,00  | 6,56 |
|                         | Coligação Democrática Unitária | 152   | 15,31 / 100,00  | 1,72 |
|                         | CHEGA                          | 27    | 2,72 / 100,00   | Novo |
|                         | Cidadãos por Coimbra           | 22    | 2,22 / 100,00   | 0,11 |
|                         | Iniciativa Liberal             | 9     | 0,91 / 100,00   | Novo |
|                         | Pessoas–Animais–Natureza       | 6     | 0,60 / 100,00   | 0,14 |
|                         | PDR-MPT                        | 4     | 0,40 / 100,00   | Novo |
| Votos Inválidos         | Votos Inválidos                | 31    | 3,12 / 100,00   | 0,10 |
| Total                   | Total                          | 993   | 100,00 / 100,00 |      |
| Eleitorado/Participação | Eleitorado/Participação        | 1 685 | 58,93 / 100,00  | 2,38 |

#### São Martinho de Árvore e Lamarosa
| Partido                 | Partido                        | Votos | %               | +/-  |
| ----------------------- | ------------------------------ | ----- | --------------- | ---- |
|                         | Partido Socialista             | 729   | 45,34 / 100,00  | 3,14 |
|                         | PSD-CDS-PPM-VP-RIR-A-NC        | 675   | 41,98 / 100,00  | 6,11 |
|                         | Coligação Democrática Unitária | 57    | 3,54 / 100,00   | 0,92 |
|                         | CHEGA                          | 46    | 2,86 / 100,00   | Novo |
|                         | Pessoas–Animais–Natureza       | 21    | 1,31 / 100,00   | 0,36 |
|                         | Cidadãos por Coimbra           | 15    | 0,93 / 100,00   | 0,80 |
|                         | Iniciativa Liberal             | 15    | 0,93 / 100,00   | Novo |
|                         | PDR-MPT                        | 4     | 0,25 / 100,00   | Novo |
| Votos Inválidos         | Votos Inválidos                | 46    | 2,86 / 100,00   | 1,01 |
| Total                   | Total                          | 1 608 | 100,00 / 100,00 |      |
| Eleitorado/Participação | Eleitorado/Participação        | 2 583 | 62,25 / 100,00  | 0,12 |

#### São Martinho do Bispo e Ribeira de Frades
| Partido                 | Partido                        | Votos  | %               | +/-   |
| ----------------------- | ------------------------------ | ------ | --------------- | ----- |
|                         | PSD-CDS-PPM-VP-RIR-A-NC        | 2 789  | 40,23 / 100,00  | 19,32 |
|                         | Partido Socialista             | 2 572  | 37,10 / 100,00  | 7,72  |
|                         | Cidadãos por Coimbra           | 466    | 6,72 / 100,00   | 0,16  |
|                         | Coligação Democrática Unitária | 417    | 6,02 / 100,00   | 0,95  |
|                         | CHEGA                          | 186    | 2,68 / 100,00   | Novo  |
|                         | Iniciativa Liberal             | 132    | 1,90 / 100,00   | Novo  |
|                         | Pessoas–Animais–Natureza       | 94     | 1,36 / 100,00   | 0,16  |
|                         | PDR-MPT                        | 19     | 0,27 / 100,00   | Novo  |
| Votos Inválidos         | Votos Inválidos                | 257    | 3,71 / 100,00   | 1,16  |
| Total                   | Total                          | 6 932  | 100,00 / 100,00 |       |
| Eleitorado/Participação | Eleitorado/Participação        | 13 622 | 50,89 / 100,00  | 0,10  |

#### São Silvestre
| Partido                 | Partido                        | Votos | %               | +/-   |
| ----------------------- | ------------------------------ | ----- | --------------- | ----- |
|                         | Partido Socialista             | 613   | 43,44 / 100,00  | 6,08  |
|                         | PSD-CDS-PPM-VP-RIR-A-NC        | 512   | 36,29 / 100,00  | 12,73 |
|                         | Coligação Democrática Unitária | 104   | 7,37 / 100,00   | 1,08  |
|                         | CHEGA                          | 50    | 3,54 / 100,00   | Novo  |
|                         | Cidadãos por Coimbra           | 28    | 1,98 / 100,00   | 0,63  |
|                         | Iniciativa Liberal             | 20    | 1,42 / 100,00   | Novo  |
|                         | Pessoas–Animais–Natureza       | 14    | 0,99 / 100,00   | 0,03  |
|                         | PDR-MPT                        | 2     | 0,14 / 100,00   | Novo  |
| Votos Inválidos         | Votos Inválidos                | 68    | 4,82 / 100,00   | 0,08  |
| Total                   | Total                          | 1 411 | 100,00 / 100,00 |       |
| Eleitorado/Participação | Eleitorado/Participação        | 2 572 | 54,86 / 100,00  | 1,18  |

#### Souselas e Botão
| Partido                 | Partido                        | Votos | %               | +/-   |
| ----------------------- | ------------------------------ | ----- | --------------- | ----- |
|                         | PSD-CDS-PPM-VP-RIR-A-NC        | 1 197 | 52,62 / 100,00  | 30,12 |
|                         | Partido Socialista             | 696   | 30,59 / 100,00  | 7,85  |
|                         | Coligação Democrática Unitária | 145   | 6,37 / 100,00   | 0,67  |
|                         | CHEGA                          | 41    | 1,80 / 100,00   | Novo  |
|                         | Iniciativa Liberal             | 34    | 1,49 / 100,00   | Novo  |
|                         | Cidadãos por Coimbra           | 29    | 1,27 / 100,00   | 0,45  |
|                         | Pessoas–Animais–Natureza       | 21    | 0,92 / 100,00   | 0,12  |
|                         | PDR-MPT                        | 3     | 0,13 / 100,00   | Novo  |
| Votos Inválidos         | Votos Inválidos                | 109   | 4,79 / 100,00   | 0,43  |
| Total                   | Total                          | 2 275 | 100,00 / 100,00 |       |
| Eleitorado/Participação | Eleitorado/Participação        | 4 018 | 56,62 / 100,00  | 2,75  |

#### Taveiro, Ameal e Arzila
| Partido                 | Partido                        | Votos | %               | +/-   |
| ----------------------- | ------------------------------ | ----- | --------------- | ----- |
|                         | Partido Socialista             | 902   | 40,83 / 100,00  | 3,54  |
|                         | PSD-CDS-PPM-VP-RIR-A-NC        | 660   | 29,88 / 100,00  | 13,84 |
|                         | Coligação Democrática Unitária | 351   | 15,89 / 100,00  | 2,08  |
|                         | Cidadãos por Coimbra           | 69    | 3,12 / 100,00   | 0,62  |
|                         | CHEGA                          | 53    | 2,40 / 100,00   | Novo  |
|                         | Pessoas–Animais–Natureza       | 29    | 1,31 / 100,00   | 0,14  |
|                         | Iniciativa Liberal             | 18    | 0,81 / 100,00   | Novo  |
|                         | PDR-MPT                        | 6     | 0,27 / 100,00   | Novo  |
| Votos Inválidos         | Votos Inválidos                | 121   | 5,47 / 100,00   | 0,52  |
| Total                   | Total                          | 2 209 | 100,00 / 100,00 |       |
| Eleitorado/Participação | Eleitorado/Participação        | 3 576 | 61,77 / 100,00  | 5,08  |

#### Torres do Mondego
| Partido                 | Partido                        | Votos | %               | +/-  |
| ----------------------- | ------------------------------ | ----- | --------------- | ---- |
|                         | Partido Socialista             | 540   | 48,21 / 100,00  | 4,59 |
|                         | PSD-CDS-PPM-VP-RIR-A-NC        | 303   | 27,05 / 100,00  | 7,59 |
|                         | Coligação Democrática Unitária | 152   | 13,57 / 100,00  | 1,32 |
|                         | Cidadãos por Coimbra           | 26    | 2,32 / 100,00   | 5,22 |
|                         | Pessoas–Animais–Natureza       | 23    | 2,05 / 100,00   | 0,75 |
|                         | CHEGA                          | 16    | 1,43 / 100,00   | Novo |
|                         | Iniciativa Liberal             | 11    | 0,98 / 100,00   | Novo |
|                         | PDR-MPT                        | 1     | 0,09 / 100,00   | Novo |
| Votos Inválidos         | Votos Inválidos                | 48    | 4,28 / 100,00   | 0,71 |
| Total                   | Total                          | 1 120 | 100,00 / 100,00 |      |
| Eleitorado/Participação | Eleitorado/Participação        | 1 920 | 58,33 / 100,00  | 3,57 |

#### Trouxemil e Torres de Vilela
| Partido                 | Partido                        | Votos | %               | +/-   |
| ----------------------- | ------------------------------ | ----- | --------------- | ----- |
|                         | Partido Socialista             | 779   | 42,99 / 100,00  | 0,64  |
|                         | PSD-CDS-PPM-VP-RIR-A-NC        | 691   | 38,13 / 100,00  | 10,44 |
|                         | Coligação Democrática Unitária | 100   | 5,52 / 100,00   | 2,83  |
|                         | Cidadãos por Coimbra           | 51    | 2,81 / 100,00   | 2,63  |
|                         | CHEGA                          | 49    | 2,70 / 100,00   | Novo  |
|                         | Pessoas–Animais–Natureza       | 24    | 1,32 / 100,00   | 0,11  |
|                         | Iniciativa Liberal             | 19    | 1,05 / 100,00   | Novo  |
|                         | PDR-MPT                        | 7     | 0,39 / 100,00   | Novo  |
| Votos Inválidos         | Votos Inválidos                | 92    | 5,08 / 100,00   | 1,18  |
| Total                   | Total                          | 1 812 | 100,00 / 100,00 |       |
| Eleitorado/Participação | Eleitorado/Participação        | 3 284 | 55,18 / 100,00  | 1,05  |

### Assembleia Municipal
| Freguesia                                 | %                             | %     | %     | %     | %    | %    | %    | %        | Votantes |
| Freguesia                                 | PSD- CDS- PPM- VP- RIR- A- NC | PS    | CDU   | CpC   | CH   | IL   | PAN  | PDR- MPT | Votantes |
| ----------------------------------------- | ----------------------------- | ----- | ----- | ----- | ---- | ---- | ---- | -------- | -------- |
| Freguesia                                 |                               |       |       |       |      |      |      |          | Votantes |
| Almalaguês                                | 26,34                         | 50,70 | 8,16  | 5,36  | 2,42 | 1,59 | 1,40 | 0,06     | 1 568    |
| Antuzede e Vil de Matos                   | 29,56                         | 48,72 | 8,05  | 2,64  | 2,29 | 1,67 | 1,80 | 0,28     | 1 441    |
| Assafarge e Antanhol                      | 44,44                         | 29,70 | 6,45  | 7,19  | 3,38 | 2,02 | 1,83 | 0,35     | 2 572    |
| Brasfemes                                 | 30,97                         | 42,95 | 12,26 | 1,75  | 3,23 | 2,03 | 2,67 | 0,37     | 1 085    |
| Ceira                                     | 32,59                         | 43,97 | 10,39 | 3,22  | 2,97 | 1,79 | 1,11 | 0,31     | 1 617    |
| Cernache                                  | 31,91                         | 32,06 | 18,53 | 4,16  | 4,59 | 1,65 | 2,32 | 0,28     | 2 115    |
| Coimbra                                   | 45,77                         | 23,31 | 9,23  | 10,83 | 2,54 | 2,42 | 2,02 | 0,22     | 5 829    |
| Eiras e São Paulo de Frades               | 39,07                         | 33,00 | 9,35  | 6,36  | 3,36 | 1,84 | 2,21 | 0,32     | 7 496    |
| Santa Clara e Castelo Viegas              | 42,23                         | 28,37 | 9,31  | 8,23  | 3,00 | 2,34 | 2,34 | 0,24     | 5 337    |
| Santo António dos Olivais                 | 46,75                         | 23,45 | 8,93  | 9,10  | 2,41 | 3,37 | 2,26 | 0,22     | 19 410   |
| São João do Campo                         | 16,52                         | 53,68 | 18,73 | 3,12  | 2,32 | 1,41 | 0,81 | 0,40     | 993      |
| São Martinho de Árvore e Lamarosa         | 39,99                         | 43,91 | 4,23  | 0,93  | 4,42 | 1,24 | 1,68 | 0,12     | 1 608    |
| São Martinho do Bispo e Ribeira de Frades | 36,83                         | 37,16 | 7,18  | 7,82  | 3,22 | 2,21 | 1,79 | 0,29     | 6 932    |
| São Silvestre                             | 32,67                         | 44,29 | 8,93  | 2,06  | 4,39 | 1,91 | 1,28 | 0,07     | 1 411    |
| Souselas e Botão                          | 50,81                         | 30,36 | 7,74  | 1,41  | 2,11 | 1,41 | 0,97 | 0,09     | 2 273    |
| Taveiro, Ameal e Arzila                   | 26,17                         | 38,61 | 20,82 | 3,35  | 2,63 | 1,00 | 1,86 | 0,18     | 2 209    |
| Torres do Mondego                         | 25,27                         | 47,59 | 15,45 | 2,77  | 1,70 | 1,25 | 1,70 | 0,09     | 1 120    |
| Trouxemil e Torre de Vilela               | 34,97                         | 43,20 | 7,24  | 3,09  | 3,48 | 1,05 | 1,66 | 0,50     | 1 810    |
| Coimbra                                   | 40,28                         | 31,89 | 9,56  | 6,86  | 2,90 | 2,31 | 1,99 | 0,25     | 66 826   |

#### Almalaguês
| Partido                 | Partido                        | Votos | %               | +/-  |
| ----------------------- | ------------------------------ | ----- | --------------- | ---- |
|                         | Partido Socialista             | 795   | 50,70 / 100,00  | 0,88 |
|                         | PSD-CDS-PPM-VP-RIR-A-NC        | 413   | 26,34 / 100,00  | 2,66 |
|                         | Coligação Democrática Unitária | 128   | 8,16 / 100,00   | 1,10 |
|                         | Cidadãos por Coimbra           | 84    | 5,36 / 100,00   | 1,08 |
|                         | CHEGA                          | 38    | 2,42 / 100,00   | Novo |
|                         | Iniciativa Liberal             | 25    | 1,59 / 100,00   | Novo |
|                         | Pessoas–Animais–Natureza       | 22    | 1,40 / 100,00   | 0,23 |
|                         | PDR-MPT                        | 1     | 0,06 / 100,00   | Novo |
| Votos Inválidos         | Votos Inválidos                | 64    | 3,95 / 100,00   | 0,15 |
| Total                   | Total                          | 1 568 | 100,00 / 100,00 |      |
| Eleitorado/Participação | Eleitorado/Participação        | 2 666 | 58,81 / 100,00  | 0,98 |

#### Antuzede e Vil de Matos
| Partido                 | Partido                        | Votos | %               | +/-  |
| ----------------------- | ------------------------------ | ----- | --------------- | ---- |
|                         | Partido Socialista             | 702   | 48,72 / 100,00  | 2,97 |
|                         | PSD-CDS-PPM-VP-RIR-A-NC        | 426   | 29,56 / 100,00  | 7,58 |
|                         | Coligação Democrática Unitária | 116   | 8,05 / 100,00   | 0,70 |
|                         | Cidadãos por Coimbra           | 38    | 2,64 / 100,00   | 0,11 |
|                         | CHEGA                          | 33    | 2,29 / 100,00   | Novo |
|                         | Pessoas–Animais–Natureza       | 26    | 1,80 / 100,00   | 0,59 |
|                         | Iniciativa Liberal             | 24    | 1,67 / 100,00   | Novo |
|                         | PDR-MPT                        | 4     | 0,28 / 100,00   | Novo |
| Votos Inválidos         | Votos Inválidos                | 72    | 5,00 / 100,00   | 0,78 |
| Total                   | Total                          | 1 441 | 100,00 / 100,00 |      |
| Eleitorado/Participação | Eleitorado/Participação        | 2 650 | 54,38 / 100,00  | 3,43 |

#### Assafarge e Antanhol
| Partido                 | Partido                        | Votos | %               | +/-   |
| ----------------------- | ------------------------------ | ----- | --------------- | ----- |
|                         | PSD-CDS-PPM-VP-RIR-A-NC        | 1 143 | 44,44 / 100,00  | 12,58 |
|                         | Partido Socialista             | 764   | 29,70 / 100,00  | 1,54  |
|                         | Cidadãos por Coimbra           | 185   | 7,19 / 100,00   | 0,24  |
|                         | Coligação Democrática Unitária | 166   | 6,45 / 100,00   | 1,76  |
|                         | CHEGA                          | 87    | 3,38 / 100,00   | Novo  |
|                         | Iniciativa Liberal             | 52    | 2,02 / 100,00   | Novo  |
|                         | Pessoas–Animais–Natureza       | 47    | 1,83 / 100,00   | 0,28  |
|                         | PDR-MPT                        | 9     | 0,35 / 100,00   | Novo  |
| Votos Inválidos         | Votos Inválidos                | 119   | 4,63 / 100,00   | 0,93  |
| Total                   | Total                          | 2 572 | 100,00 / 100,00 |       |
| Eleitorado/Participação | Eleitorado/Participação        | 4 560 | 56,40 / 100,00  | 0,12  |

#### Brasfemes
| Partido                 | Partido                        | Votos | %               | +/-   |
| ----------------------- | ------------------------------ | ----- | --------------- | ----- |
|                         | Partido Socialista             | 466   | 42,95 / 100,00  | 1,10  |
|                         | PSD-CDS-PPM-VP-RIR-A-NC        | 336   | 30,97 / 100,00  | 11,52 |
|                         | Coligação Democrática Unitária | 133   | 12,26 / 100,00  | 4,54  |
|                         | CHEGA                          | 35    | 3,23 / 100,00   | Novo  |
|                         | Pessoas–Animais–Natureza       | 29    | 2,67 / 100,00   | 0,67  |
|                         | Iniciativa Liberal             | 22    | 2,03 / 100,00   | Novo  |
|                         | Cidadãos por Coimbra           | 19    | 1,75 / 100,00   | 1,49  |
|                         | PDR-MPT                        | 4     | 0,37 / 100,00   | Novo  |
| Votos Inválidos         | Votos Inválidos                | 41    | 3,78 / 100,00   | 3,28  |
| Total                   | Total                          | 1 085 | 100,00 / 100,00 |       |
| Eleitorado/Participação | Eleitorado/Participação        | 1 747 | 62,11 / 100,00  | 2,03  |

#### Ceira
| Partido                 | Partido                        | Votos | %               | +/-  |
| ----------------------- | ------------------------------ | ----- | --------------- | ---- |
|                         | Partido Socialista             | 711   | 43,97 / 100,00  | 0,94 |
|                         | PSD-CDS-PPM-VP-RIR-A-NC        | 527   | 32,59 / 100,00  | 2,88 |
|                         | Coligação Democrática Unitária | 168   | 10,39 / 100,00  | 1,63 |
|                         | Cidadãos por Coimbra           | 52    | 3,22 / 100,00   | 0,49 |
|                         | CHEGA                          | 48    | 2,97 / 100,00   | Novo |
|                         | Iniciativa Liberal             | 29    | 1,79 / 100,00   | Novo |
|                         | Pessoas–Animais–Natureza       | 18    | 1,11 / 100,00   | 0,71 |
|                         | PDR-MPT                        | 5     | 0,31 / 100,00   | Novo |
| Votos Inválidos         | Votos Inválidos                | 59    | 3,65 / 100,00   | 1,18 |
| Total                   | Total                          | 1 617 | 100,00 / 100,00 |      |
| Eleitorado/Participação | Eleitorado/Participação        | 3 087 | 52,38 / 100,00  | 1,25 |

#### Cernache
| Partido                 | Partido                        | Votos | %               | +/-  |
| ----------------------- | ------------------------------ | ----- | --------------- | ---- |
|                         | Partido Socialista             | 678   | 32,06 / 100,00  | 2,10 |
|                         | PSD-CDS-PPM-VP-RIR-A-NC        | 675   | 31,91 / 100,00  | 8,82 |
|                         | Coligação Democrática Unitária | 392   | 18,53 / 100,00  | 1,41 |
|                         | CHEGA                          | 97    | 4,59 / 100,00   | Novo |
|                         | Cidadãos por Coimbra           | 88    | 4,16 / 100,00   | 1,78 |
|                         | Pessoas–Animais–Natureza       | 49    | 2,32 / 100,00   | 0,63 |
|                         | Iniciativa Liberal             | 35    | 1,65 / 100,00   | Novo |
|                         | PDR-MPT                        | 6     | 0,28 / 100,00   | Novo |
| Votos Inválidos         | Votos Inválidos                | 95    | 4,49 / 100,00   | 1,18 |
| Total                   | Total                          | 2 115 | 100,00 / 100,00 |      |
| Eleitorado/Participação | Eleitorado/Participação        | 3 421 | 61,82 / 100,00  | 0,74 |

#### Coimbra
| Partido                 | Partido                        | Votos  | %               | +/-   |
| ----------------------- | ------------------------------ | ------ | --------------- | ----- |
|                         | PSD-CDS-PPM-VP-RIR-A-NC        | 2 668  | 45,77 / 100,00  | 15,73 |
|                         | Partido Socialista             | 1 359  | 23,31 / 100,00  | 3,77  |
|                         | Cidadãos por Coimbra           | 631    | 10,83 / 100,00  | 0,97  |
|                         | Coligação Democrática Unitária | 538    | 9,23 / 100,00   | 1,13  |
|                         | CHEGA                          | 148    | 2,54 / 100,00   | Novo  |
|                         | Iniciativa Liberal             | 141    | 2,42 / 100,00   | Novo  |
|                         | Pessoas–Animais–Natureza       | 118    | 2,02 / 100,00   | 0,42  |
|                         | PDR-MPT                        | 13     | 0,22 / 100,00   | Novo  |
| Votos Inválidos         | Votos Inválidos                | 213    | 3,65 / 100,00   | 0,64  |
| Total                   | Total                          | 5 829  | 100,00 / 100,00 |       |
| Eleitorado/Participação | Eleitorado/Participação        | 12 546 | 46,46 / 100,00  | 0,21  |

#### Eiras e São Paulo de Frades
| Partido                 | Partido                        | Votos  | %               | +/-   |
| ----------------------- | ------------------------------ | ------ | --------------- | ----- |
|                         | PSD-CDS-PPM-VP-RIR-A-NC        | 2 929  | 39,07 / 100,00  | 15,28 |
|                         | Partido Socialista             | 2 474  | 33,00 / 100,00  | 1,83  |
|                         | Coligação Democrática Unitária | 701    | 9,35 / 100,00   | 1,56  |
|                         | Cidadãos por Coimbra           | 477    | 6,36 / 100,00   | 3,57  |
|                         | CHEGA                          | 252    | 3,36 / 100,00   | Novo  |
|                         | Pessoas–Animais–Natureza       | 166    | 2,21 / 100,00   | 0,89  |
|                         | Iniciativa Liberal             | 138    | 1,84 / 100,00   | Novo  |
|                         | PDR-MPT                        | 24     | 0,32 / 100,00   | Novo  |
| Votos Inválidos         | Votos Inválidos                | 335    | 4,46 / 100,00   | 0,58  |
| Total                   | Total                          | 7 496  | 100,00 / 100,00 |       |
| Eleitorado/Participação | Eleitorado/Participação        | 15 741 | 47,62 / 100,00  | 0,73  |

#### Santa Clara e Castelo Viegas
| Partido                 | Partido                        | Votos  | %               | +/-   |
| ----------------------- | ------------------------------ | ------ | --------------- | ----- |
|                         | PSD-CDS-PPM-VP-RIR-A-NC        | 2 254  | 42,23 / 100,00  | 14,16 |
|                         | Partido Socialista             | 1 514  | 28,37 / 100,00  | 1,11  |
|                         | Coligação Democrática Unitária | 497    | 9,31 / 100,00   | 0,77  |
|                         | Cidadãos por Coimbra           | 439    | 8,23 / 100,00   | 0,51  |
|                         | CHEGA                          | 160    | 3,00 / 100,00   | Novo  |
|                         | Iniciativa Liberal             | 125    | 2,34 / 100,00   | Novo  |
|                         | Pessoas–Animais–Natureza       | 125    | 2,34 / 100,00   | 0,18  |
|                         | PDR-MPT                        | 13     | 0,24 / 100,00   | Novo  |
| Votos Inválidos         | Votos Inválidos                | 210    | 3,94 / 100,00   | 1,71  |
| Total                   | Total                          | 5 337  | 100,00 / 100,00 |       |
| Eleitorado/Participação | Eleitorado/Participação        | 10 317 | 51,73 / 100,00  | 0,39  |

#### Santo António dos Olivais
| Partido                 | Partido                        | Votos  | %               | +/-   |
| ----------------------- | ------------------------------ | ------ | --------------- | ----- |
|                         | PSD-CDS-PPM-VP-RIR-A-NC        | 9 075  | 46,75 / 100,00  | 17,36 |
|                         | Partido Socialista             | 4 551  | 23,45 / 100,00  | 1,38  |
|                         | Cidadãos por Coimbra           | 1 766  | 9,10 / 100,00   | 0,16  |
|                         | Coligação Democrática Unitária | 1 733  | 8,93 / 100,00   | 0,53  |
|                         | Iniciativa Liberal             | 655    | 3,37 / 100,00   | Novo  |
|                         | CHEGA                          | 468    | 2,41 / 100,00   | Novo  |
|                         | Pessoas–Animais–Natureza       | 438    | 2,26 / 100,00   | 0,21  |
|                         | PDR-MPT                        | 42     | 0,22 / 100,00   | Novo  |
| Votos Inválidos         | Votos Inválidos                | 682    | 3,52 / 100,00   | 0,96  |
| Total                   | Total                          | 19 410 | 100,00 / 100,00 |       |
| Eleitorado/Participação | Eleitorado/Participação        | 36 298 | 53,47 / 100,00  | 0,17  |

#### São João do Campo
| Partido                 | Partido                        | Votos | %               | +/-  |
| ----------------------- | ------------------------------ | ----- | --------------- | ---- |
|                         | Partido Socialista             | 533   | 53,68 / 100,00  | 4,96 |
|                         | Coligação Democrática Unitária | 186   | 18,73 / 100,00  | 3,16 |
|                         | PSD-CDS-PPM-VP-RIR-A-NC        | 164   | 16,52 / 100,00  | 3,79 |
|                         | CHEGA                          | 31    | 3,12 / 100,00   | Novo |
|                         | Cidadãos por Coimbra           | 23    | 2,32 / 100,00   | 0,31 |
|                         | Iniciativa Liberal             | 14    | 1,41 / 100,00   | Novo |
|                         | Pessoas–Animais–Natureza       | 8     | 0,81 / 100,00   | 0,08 |
|                         | PDR-MPT                        | 4     | 0,40 / 100,00   | Novo |
| Votos Inválidos         | Votos Inválidos                | 30    | 3,02 / 100,00   | 0,18 |
| Total                   | Total                          | 993   | 100,00 / 100,00 |      |
| Eleitorado/Participação | Eleitorado/Participação        | 1 685 | 58,93 / 100,00  | 2,38 |

#### São Martinho de Árvore e Lamarosa
| Partido                 | Partido                        | Votos | %               | +/-  |
| ----------------------- | ------------------------------ | ----- | --------------- | ---- |
|                         | Partido Socialista             | 706   | 43,91 / 100,00  | 1,78 |
|                         | PSD-CDS-PPM-VP-RIR-A-NC        | 643   | 39,99 / 100,00  | 2,63 |
|                         | CHEGA                          | 71    | 4,42 / 100,00   | Novo |
|                         | Coligação Democrática Unitária | 68    | 4,23 / 100,00   | 1,24 |
|                         | Pessoas–Animais–Natureza       | 27    | 1,68 / 100,00   | 0,55 |
|                         | Iniciativa Liberal             | 20    | 1,24 / 100,00   | Novo |
|                         | Cidadãos por Coimbra           | 15    | 0,93 / 100,00   | 0,97 |
|                         | PDR-MPT                        | 2     | 0,12 / 100,00   | Novo |
| Votos Inválidos         | Votos Inválidos                | 56    | 3,49 / 100,00   | 0,97 |
| Total                   | Total                          | 1 608 | 100,00 / 100,00 |      |
| Eleitorado/Participação | Eleitorado/Participação        | 2 583 | 62,25 / 100,00  | 0,12 |

#### São Martinho do Bispo e Ribeira de Frades
| Partido                 | Partido                        | Votos  | %               | +/-   |
| ----------------------- | ------------------------------ | ------ | --------------- | ----- |
|                         | Partido Socialista             | 2 576  | 37,16 / 100,00  | 6,54  |
|                         | PSD-CDS-PPM-VP-RIR-A-NC        | 2 553  | 36,83 / 100,00  | 16,46 |
|                         | Cidadãos por Coimbra           | 542    | 7,82 / 100,00   | 0,65  |
|                         | Coligação Democrática Unitária | 498    | 7,18 / 100,00   | 0,99  |
|                         | CHEGA                          | 223    | 3,22 / 100,00   | Novo  |
|                         | Iniciativa Liberal             | 153    | 2,21 / 100,00   | Novo  |
|                         | Pessoas–Animais–Natureza       | 124    | 1,79 / 100,00   | 0,27  |
|                         | PDR-MPT                        | 20     | 0,29 / 100,00   | Novo  |
| Votos Inválidos         | Votos Inválidos                | 243    | 3,50 / 100,00   | 1,37  |
| Total                   | Total                          | 6 932  | 100,00 / 100,00 |       |
| Eleitorado/Participação | Eleitorado/Participação        | 13 622 | 50,89 / 100,00  | 0,10  |

#### São Silvestre
| Partido                 | Partido                        | Votos | %               | +/-  |
| ----------------------- | ------------------------------ | ----- | --------------- | ---- |
|                         | Partido Socialista             | 625   | 44,29 / 100,00  | 1,31 |
|                         | PSD-CDS-PPM-VP-RIR-A-NC        | 461   | 32,67 / 100,00  | 9,66 |
|                         | Coligação Democrática Unitária | 126   | 8,93 / 100,00   | 2,40 |
|                         | CHEGA                          | 62    | 4,39 / 100,00   | Novo |
|                         | Cidadãos por Coimbra           | 29    | 2,06 / 100,00   | 0,48 |
|                         | Iniciativa Liberal             | 27    | 1,91 / 100,00   | Novo |
|                         | Pessoas–Animais–Natureza       | 18    | 1,28 / 100,00   | 0,32 |
|                         | PDR-MPT                        | 1     | 0,07 / 100,00   | Novo |
| Votos Inválidos         | Votos Inválidos                | 62    | 4,40 / 100,00   | 0,21 |
| Total                   | Total                          | 1 411 | 100,00 / 100,00 |      |
| Eleitorado/Participação | Eleitorado/Participação        | 2 572 | 54,86 / 100,00  | 1,18 |

#### Souselas e Botão
| Partido                 | Partido                        | Votos | %               | +/-   |
| ----------------------- | ------------------------------ | ----- | --------------- | ----- |
|                         | PSD-CDS-PPM-VP-RIR-A-NC        | 1 155 | 50,81 / 100,00  | 28,51 |
|                         | Partido Socialista             | 690   | 30,36 / 100,00  | 10,18 |
|                         | Coligação Democrática Unitária | 176   | 7,74 / 100,00   | 1,12  |
|                         | CHEGA                          | 48    | 2,11 / 100,00   | Novo  |
|                         | Cidadãos por Coimbra           | 32    | 1,41 / 100,00   | 0,60  |
|                         | Iniciativa Liberal             | 32    | 1,41 / 100,00   | Novo  |
|                         | Pessoas–Animais–Natureza       | 22    | 0,97 / 100,00   | 0,23  |
|                         | PDR-MPT                        | 2     | 0,09 / 100,00   | Novo  |
| Votos Inválidos         | Votos Inválidos                | 116   | 5,11 / 100,00   | 0,07  |
| Total                   | Total                          | 2 273 | 100,00 / 100,00 |       |
| Eleitorado/Participação | Eleitorado/Participação        | 4 018 | 56,57 / 100,00  | 2,80  |

#### Taveiro, Ameal e Arzila
| Partido                 | Partido                        | Votos | %               | +/-   |
| ----------------------- | ------------------------------ | ----- | --------------- | ----- |
|                         | Partido Socialista             | 853   | 38,61 / 100,00  | 1,02  |
|                         | PSD-CDS-PPM-VP-RIR-A-NC        | 578   | 26,17 / 100,00  | 10,41 |
|                         | Coligação Democrática Unitária | 460   | 20,82 / 100,00  | 1,89  |
|                         | Cidadãos por Coimbra           | 74    | 3,35 / 100,00   | 1,19  |
|                         | CHEGA                          | 58    | 2,63 / 100,00   | Novo  |
|                         | Pessoas–Animais–Natureza       | 41    | 1,86 / 100,00   | 0,21  |
|                         | Iniciativa Liberal             | 22    | 1,00 / 100,00   | Novo  |
|                         | PDR-MPT                        | 4     | 0,18 / 100,00   | Novo  |
| Votos Inválidos         | Votos Inválidos                | 119   | 5,39 / 100,00   | 0,24  |
| Total                   | Total                          | 2 209 | 100,00 / 100,00 |       |
| Eleitorado/Participação | Eleitorado/Participação        | 3 576 | 61,77 / 100,00  | 5,08  |

#### Torres do Mondego
| Partido                 | Partido                        | Votos | %               | +/-  |
| ----------------------- | ------------------------------ | ----- | --------------- | ---- |
|                         | Partido Socialista             | 533   | 47,59 / 100,00  | 3,99 |
|                         | PSD-CDS-PPM-VP-RIR-A-NC        | 283   | 25,27 / 100,00  | 7,10 |
|                         | Coligação Democrática Unitária | 173   | 15,45 / 100,00  | 0,77 |
|                         | Cidadãos por Coimbra           | 31    | 2,77 / 100,00   | 0,17 |
|                         | CHEGA                          | 19    | 1,70 / 100,00   | Novo |
|                         | Pessoas–Animais–Natureza       | 19    | 1,70 / 100,00   | 0,08 |
|                         | Iniciativa Liberal             | 14    | 1,25 / 100,00   | Novo |
|                         | PDR-MPT                        | 1     | 0,09 / 100,00   | Novo |
| Votos Inválidos         | Votos Inválidos                | 47    | 4,19 / 100,00   | 0,19 |
| Total                   | Total                          | 1 120 | 100,00 / 100,00 |      |
| Eleitorado/Participação | Eleitorado/Participação        | 1 920 | 58,33 / 100,00  | 3,57 |

#### Trouxemil e Torres de Vilela
| Partido                 | Partido                        | Votos | %               | +/-  |
| ----------------------- | ------------------------------ | ----- | --------------- | ---- |
|                         | Partido Socialista             | 782   | 43,20 / 100,00  | 2,27 |
|                         | PSD-CDS-PPM-VP-RIR-A-NC        | 633   | 34,97 / 100,00  | 7,11 |
|                         | Coligação Democrática Unitária | 131   | 7,24 / 100,00   | 3,03 |
|                         | CHEGA                          | 63    | 3,48 / 100,00   | Novo |
|                         | Cidadãos por Coimbra           | 56    | 3,09 / 100,00   | 2,68 |
|                         | Pessoas–Animais–Natureza       | 30    | 1,66 / 100,00   | 0,10 |
|                         | Iniciativa Liberal             | 19    | 1,05 / 100,00   | Novo |
|                         | PDR-MPT                        | 9     | 0,50 / 100,00   | Novo |
| Votos Inválidos         | Votos Inválidos                | 87    | 4,81 / 100,00   | 1,62 |
| Total                   | Total                          | 1 810 | 100,00 / 100,00 |      |
| Eleitorado/Participação | Eleitorado/Participação        | 3 284 | 55,12 / 100,00  | 0,99 |

### Juntas de Freguesia

#### Almalaguês
| Partido                 | Partido                        | Votos | %               | +/-  | Mandatos | +/-     |
| ----------------------- | ------------------------------ | ----- | --------------- | ---- | -------- | ------- |
|                         | Partido Socialista             | 972   | 61,99 / 100,00  | 4,57 | 7 / 9    | 1       |
|                         | PSD-CDS-PPM-VP-RIR-A-NC        | 316   | 20,15 / 100,00  | 3,84 | 2 / 9    | Estável |
|                         | Coligação Democrática Unitária | 135   | 8,61 / 100,00   | 1,82 | 0 / 9    | 1       |
|                         | Cidadãos por Coimbra           | 86    | 5,48 / 100,00   | 0,69 | 0 / 9    | Estável |
| Votos Inválidos         | Votos Inválidos                | 59    | 3,76 / 100,00   | 0,42 |          |         |
| Total                   | Total                          | 1 568 | 100,00 / 100,00 |      | 9 / 9    |         |
| Eleitorado/Participação | Eleitorado/Participação        | 2 666 | 58,81 / 100,00  | 0,98 |          |         |

#### Antuzede e Vil de Matos
| Partido                 | Partido                        | Votos | %               | +/-  | Mandatos | +/-     |
| ----------------------- | ------------------------------ | ----- | --------------- | ---- | -------- | ------- |
|                         | Partido Socialista             | 814   | 56,49 / 100,00  | 1,91 | 6 / 9    | Estável |
|                         | PSD-CDS-PPM-VP-RIR-A-NC        | 424   | 29,42 / 100,00  | 8,59 | 3 / 9    | 1       |
|                         | Coligação Democrática Unitária | 132   | 9,16 / 100,00   | 2,64 | 0 / 9    | Estável |
| Votos Inválidos         | Votos Inválidos                | 71    | 4,93 / 100,00   | 1,09 |          |         |
| Total                   | Total                          | 1 441 | 100,00 / 100,00 |      | 9 / 9    |         |
| Eleitorado/Participação | Eleitorado/Participação        | 2 650 | 54,38 / 100,00  | 3,43 |          |         |

#### Assafarge e Antanhol
| Partido                 | Partido                        | Votos | %               | +/-  | Mandatos | +/-     |
| ----------------------- | ------------------------------ | ----- | --------------- | ---- | -------- | ------- |
|                         | PSD-CDS-PPM-VP-RIR-A-NC        | 1 264 | 49,14 / 100,00  | 8,73 | 6 / 9    | 2       |
|                         | Partido Socialista             | 824   | 32,04 / 100,00  | 1,91 | 3 / 9    | Estável |
|                         | Cidadãos por Coimbra           | 197   | 7,66 / 100,00   | 2,31 | 0 / 9    | Estável |
|                         | Coligação Democrática Unitária | 174   | 6,77 / 100,00   | 2,14 | 0 / 9    | 1       |
| Votos Inválidos         | Votos Inválidos                | 113   | 4,39 / 100,00   | 1,71 |          |         |
| Total                   | Total                          | 2 572 | 100,00 / 100,00 |      | 9 / 9    |         |
| Eleitorado/Participação | Eleitorado/Participação        | 4 560 | 56,40 / 100,00  | 0,10 |          |         |

#### Brasfemes
| Partido                 | Partido                        | Votos | %               | +/-   | Mandatos | +/-     |
| ----------------------- | ------------------------------ | ----- | --------------- | ----- | -------- | ------- |
|                         | Partido Socialista             | 643   | 59,26 / 100,00  | 5,69  | 6 / 9    | Estável |
|                         | PSD-CDS-PPM-VP-RIR-A-NC        | 212   | 19,54 / 100,00  | 0,76  | 2 / 9    | Estável |
|                         | Coligação Democrática Unitária | 175   | 16,13 / 100,00  | 10,51 | 1 / 9    | 1       |
| Votos Inválidos         | Votos Inválidos                | 55    | 5,06 / 100,00   | 1,52  |          |         |
| Total                   | Total                          | 1 085 | 100,00 / 100,00 |       | 9 / 9    |         |
| Eleitorado/Participação | Eleitorado/Participação        | 1 747 | 62,11 / 100,00  | 2,03  |          |         |

#### Ceira
| Partido                 | Partido                        | Votos | %               | +/-  | Mandatos | +/-     |
| ----------------------- | ------------------------------ | ----- | --------------- | ---- | -------- | ------- |
|                         | Partido Socialista             | 861   | 53,25 / 100,00  | 7,32 | 5 / 9    | Estável |
|                         | PSD-CDS-PPM-VP-RIR-A-NC        | 467   | 28,88 / 100,00  | 4,76 | 3 / 9    | Estável |
|                         | Coligação Democrática Unitária | 237   | 14,66 / 100,00  | 5,10 | 1 / 9    | Estável |
| Votos Inválidos         | Votos Inválidos                | 52    | 3,22 / 100,00   | 0,99 |          |         |
| Total                   | Total                          | 1 617 | 100,00 / 100,00 |      | 9 / 9    |         |
| Eleitorado/Participação | Eleitorado/Participação        | 3 087 | 52,38 / 100,00  | 1,25 |          |         |

#### Cernache
| Partido                 | Partido                        | Votos | %               | +/-  | Mandatos | +/-     |
| ----------------------- | ------------------------------ | ----- | --------------- | ---- | -------- | ------- |
|                         | Coligação Democrática Unitária | 911   | 43,07 / 100,00  | 3,54 | 4 / 9    | Estável |
|                         | Partido Socialista             | 571   | 27,00 / 100,00  | 2,41 | 3 / 9    | Estável |
|                         | PSD-CDS-PPM-VP-RIR-A-NC        | 454   | 21,47 / 100,00  | 0,21 | 2 / 9    | Estável |
|                         | CHEGA                          | 75    | 3,55 / 100,00   | Novo | 0 / 9    | Novo    |
| Votos Inválidos         | Votos Inválidos                | 104   | 4,91 / 100,00   | 0,42 |          |         |
| Total                   | Total                          | 2 115 | 100,00 / 100,00 |      | 9 / 9    |         |
| Eleitorado/Participação | Eleitorado/Participação        | 3 421 | 61,82 / 100,00  | 0,99 |          |         |

#### Coimbra
| Partido                 | Partido                        | Votos  | %               | +/-   | Mandatos | +/-     |
| ----------------------- | ------------------------------ | ------ | --------------- | ----- | -------- | ------- |
|                         | PSD-CDS-PPM-VP-RIR-A-NC        | 2 922  | 50,14 / 100,00  | 19,09 | 8 / 13   | 3       |
|                         | Partido Socialista             | 1 377  | 23,63 / 100,00  | 4,66  | 3 / 13   | 1       |
|                         | Cidadãos por Coimbra           | 631    | 10,83 / 100,00  | 0,18  | 1 / 13   | Estável |
|                         | Coligação Democrática Unitária | 514    | 8,82 / 100,00   | 1,49  | 1 / 13   | Estável |
|                         | CHEGA                          | 157    | 2,69 / 100,00   | Novo  | 0 / 13   | Novo    |
| Votos Inválidos         | Votos Inválidos                | 227    | 3,90 / 100,00   | 1,06  |          |         |
| Total                   | Total                          | 5 828  | 100,00 / 100,00 |       | 13 / 13  |         |
| Eleitorado/Participação | Eleitorado/Participação        | 12 546 | 46,45 / 100,00  | 0,16  |          |         |

#### Eiras e São Paulo de Frades
| Partido                 | Partido                        | Votos  | %               | +/-   | Mandatos | +/-     |
| ----------------------- | ------------------------------ | ------ | --------------- | ----- | -------- | ------- |
|                         | PSD-CDS-PPM-VP-RIR-A-NC        | 3 040  | 40,55 / 100,00  | 14,67 | 6 / 13   | 2       |
|                         | Partido Socialista             | 2 526  | 33,70 / 100,00  | 1,28  | 5 / 13   | Estável |
|                         | Coligação Democrática Unitária | 844    | 11,26 / 100,00  | 1,88  | 1 / 13   | 1       |
|                         | Cidadãos por Coimbra           | 498    | 6,64 / 100,00   | 3,24  | 1 / 13   | Estável |
|                         | CHEGA                          | 233    | 3,11 / 100,00   | Novo  | 0 / 13   | Novo    |
| Votos Inválidos         | Votos Inválidos                | 355    | 4,73 / 100,00   | 1,01  |          |         |
| Total                   | Total                          | 7 496  | 100,00 / 100,00 |       | 13 / 13  |         |
| Eleitorado/Participação | Eleitorado/Participação        | 15 741 | 47,62 / 100,00  | 0,71  |          |         |

#### Santa Clara e Castelo Viegas
| Partido                 | Partido                        | Votos  | %               | +/-  | Mandatos | +/-     |
| ----------------------- | ------------------------------ | ------ | --------------- | ---- | -------- | ------- |
|                         | PSD-CDS-PPM-VP-RIR-A-NC        | 2 128  | 39,75 / 100,00  | 5,91 | 6 / 13   | 1       |
|                         | Partido Socialista             | 1 818  | 33,96 / 100,00  | 4,30 | 5 / 13   | 1       |
|                         | Coligação Democrática Unitária | 564    | 10,54 / 100,00  | 2,53 | 1 / 13   | Estável |
|                         | Cidadãos por Coimbra           | 470    | 8,78 / 100,00   | 1,24 | 1 / 13   | Estável |
|                         | CHEGA                          | 149    | 2,78 / 100,00   | Novo | 0 / 13   | Novo    |
| Votos Inválidos         | Votos Inválidos                | 224    | 4,19 / 100,00   | 1,82 |          |         |
| Total                   | Total                          | 5 353  | 100,00 / 100,00 |      | 13 / 13  |         |
| Eleitorado/Participação | Eleitorado/Participação        | 10 317 | 51,89 / 100,00  | 0,24 |          |         |

#### Santo António dos Olivais
| Partido                 | Partido                        | Votos  | %               | +/-   | Mandatos | +/-     |
| ----------------------- | ------------------------------ | ------ | --------------- | ----- | -------- | ------- |
|                         | PSD-CDS-PPM-VP-RIR-A-NC        | 9 191  | 47,35 / 100,00  | 16,54 | 10 / 19  | 4       |
|                         | Partido Socialista             | 5 226  | 26,92 / 100,00  | 0,09  | 5 / 19   | 1       |
|                         | Cidadãos por Coimbra           | 1 921  | 9,90 / 100,00   | 1,08  | 2 / 19   | Estável |
|                         | Coligação Democrática Unitária | 1 799  | 9,27 / 100,00   | 0,47  | 2 / 19   | 1       |
|                         | CHEGA                          | 455    | 2,34 / 100,00   | Novo  | 0 / 19   | Novo    |
| Votos Inválidos         | Votos Inválidos                | 818    | 4,21 / 100,00   | 0,92  |          |         |
| Total                   | Total                          | 19 410 | 100,00 / 100,00 |       | 19 / 19  |         |
| Eleitorado/Participação | Eleitorado/Participação        | 36 298 | 53,47 / 100,00  | 0,17  |          |         |

#### São João do Campo
| Partido                 | Partido                        | Votos | %               | +/-   | Mandatos | +/-     |
| ----------------------- | ------------------------------ | ----- | --------------- | ----- | -------- | ------- |
|                         | Partido Socialista             | 554   | 55,79 / 100,00  | 16,50 | 5 / 9    | 1       |
|                         | Coligação Democrática Unitária | 304   | 30,61 / 100,00  | 5,84  | 3 / 9    | Estável |
|                         | PSD-CDS-PPM-VP-RIR-A-NC        | 100   | 10,07 / 100,00  | 0,55  | 1 / 9    | Estável |
| Votos Inválidos         | Votos Inválidos                | 35    | 3,52 / 100,00   | 0,23  |          |         |
| Total                   | Total                          | 993   | 100,00 / 100,00 |       | 9 / 9    |         |
| Eleitorado/Participação | Eleitorado/Participação        | 1 685 | 58,93 / 100,00  | 2,38  |          |         |

#### São Martinho de Árvore e Lamarosa
| Partido                 | Partido                        | Votos | %               | +/-  | Mandatos | +/-     |
| ----------------------- | ------------------------------ | ----- | --------------- | ---- | -------- | ------- |
|                         | Partido Socialista             | 833   | 51,80 / 100,00  | 2,54 | 5 / 9    | Estável |
|                         | PSD-CDS-PPM-VP-RIR-A-NC        | 670   | 41,67 / 100,00  | 2,05 | 4 / 9    | Estável |
|                         | Coligação Democrática Unitária | 58    | 3,61 / 100,00   | 0,85 | 0 / 9    | Estável |
| Votos Inválidos         | Votos Inválidos                | 47    | 2,92 / 100,00   | 0,36 |          |         |
| Total                   | Total                          | 1 608 | 100,00 / 100,00 |      | 9 / 9    |         |
| Eleitorado/Participação | Eleitorado/Participação        | 2 583 | 62,25 / 100,00  | 0,12 |          |         |

#### São Martinho do Bispo e Ribeira de Frades
| Partido                 | Partido                        | Votos  | %               | +/-   | Mandatos | +/-     |
| ----------------------- | ------------------------------ | ------ | --------------- | ----- | -------- | ------- |
|                         | Partido Socialista             | 3 245  | 46,81 / 100,00  | 3,91  | 7 / 13   | Estável |
|                         | PSD-CDS-PPM-VP-RIR-A-NC        | 2 287  | 32,99 / 100,00  | 13,90 | 4 / 13   | 1       |
|                         | Cidadãos por Coimbra           | 495    | 7,14 / 100,00   | 0,37  | 1 / 13   | Estável |
|                         | Coligação Democrática Unitária | 470    | 6,78 / 100,00   | 0,56  | 1 / 13   | Estável |
|                         | CHEGA                          | 197    | 2,84 / 100,00   | Novo  | 0 / 13   | Novo    |
| Votos Inválidos         | Votos Inválidos                | 238    | 3,44 / 100,00   | 1,46  |          |         |
| Total                   | Total                          | 6 932  | 100,00 / 100,00 |       | 13 / 13  |         |
| Eleitorado/Participação | Eleitorado/Participação        | 13 622 | 50,89 / 100,00  | 0,10  |          |         |

#### São Silvestre
| Partido                 | Partido                        | Votos | %               | +/-  | Mandatos | +/-     |
| ----------------------- | ------------------------------ | ----- | --------------- | ---- | -------- | ------- |
|                         | Partido Socialista             | 703   | 49,82 / 100,00  | 8,47 | 5 / 9    | 1       |
|                         | PSD-CDS-PPM-VP-RIR-A-NC        | 439   | 31,11 / 100,00  | 2,06 | 3 / 9    | Estável |
|                         | Coligação Democrática Unitária | 208   | 14,74 / 100,00  | 0,99 | 1 / 9    | Estável |
| Votos Inválidos         | Votos Inválidos                | 61    | 4,32 / 100,00   | 0,06 |          |         |
| Total                   | Total                          | 1 411 | 100,00 / 100,00 |      | 9 / 9    |         |
| Eleitorado/Participação | Eleitorado/Participação        | 2 572 | 54,86 / 100,00  | 1,18 |          |         |

#### Souselas e Botão
| Partido                 | Partido                        | Votos | %               | +/-   | Mandatos | +/-     |
| ----------------------- | ------------------------------ | ----- | --------------- | ----- | -------- | ------- |
|                         | PSD-CDS-PPM-VP-RIR-A-NC        | 1 200 | 52,82 / 100,00  | 31,56 | 5 / 9    | 3       |
|                         | Partido Socialista             | 709   | 31,21 / 100,00  | 16,65 | 3 / 9    | 2       |
|                         | Coligação Democrática Unitária | 249   | 10,96 / 100,00  | 2,10  | 1 / 9    | Estável |
| Votos Inválidos         | Votos Inválidos                | 114   | 5,01 / 100,00   | 0,21  |          |         |
| Total                   | Total                          | 2 272 | 100,00 / 100,00 |       | 9 / 9    |         |
| Eleitorado/Participação | Eleitorado/Participação        | 4 018 | 56,55 / 100,00  | 2,82  |          |         |

#### Taveiro, Ameal e Arzila
| Partido                 | Partido                        | Votos | %               | +/-  | Mandatos | +/-     |
| ----------------------- | ------------------------------ | ----- | --------------- | ---- | -------- | ------- |
|                         | Coligação Democrática Unitária | 1 153 | 52,20 / 100,00  | 1,34 | 5 / 9    | 1       |
|                         | Partido Socialista             | 615   | 27,84 / 100,00  | 2,04 | 3 / 9    | 1       |
|                         | PSD-CDS-PPM-VP-RIR-A-NC        | 327   | 14,80 / 100,00  | 3,67 | 1 / 9    | Estável |
| Votos Inválidos         | Votos Inválidos                | 114   | 5,16 / 100,00   | 0,42 |          |         |
| Total                   | Total                          | 2 209 | 100,00 / 100,00 |      | 9 / 9    |         |
| Eleitorado/Participação | Eleitorado/Participação        | 3 576 | 61,77 / 100,00  | 5,08 |          |         |

#### Torres do Mondego
| Partido                 | Partido                        | Votos | %               | +/-  | Mandatos | +/-     |
| ----------------------- | ------------------------------ | ----- | --------------- | ---- | -------- | ------- |
|                         | Partido Socialista             | 627   | 55,83 / 100,00  | 4,35 | 6 / 9    | Estável |
|                         | Coligação Democrática Unitária | 256   | 22,80 / 100,00  | 5,61 | 2 / 9    | Estável |
|                         | PSD-CDS-PPM-VP-RIR-A-NC        | 208   | 18,52 / 100,00  | 3,27 | 1 / 9    | Estável |
| Votos Inválidos         | Votos Inválidos                | 32    | 2,85 / 100,00   | 0,72 |          |         |
| Total                   | Total                          | 1 123 | 100,00 / 100,00 |      | 9 / 9    |         |
| Eleitorado/Participação | Eleitorado/Participação        | 1 920 | 58,49 / 100,00  | 3,41 |          |         |

#### Trouxemil e Torres de Vilela
| Partido                 | Partido                        | Votos | %               | +/-  | Mandatos | +/-     |
| ----------------------- | ------------------------------ | ----- | --------------- | ---- | -------- | ------- |
|                         | Partido Socialista             | 933   | 51,52 / 100,00  | 7,12 | 5 / 9    | Estável |
|                         | PSD-CDS-PPM-VP-RIR-A-NC        | 605   | 33,41 / 100,00  | 3,40 | 3 / 9    | Estável |
|                         | Coligação Democrática Unitária | 173   | 9,55 / 100,00   | 2,04 | 1 / 9    | Estável |
| Votos Inválidos         | Votos Inválidos                | 100   | 5,52 / 100,00   | 1,41 |          |         |
| Total                   | Total                          | 1 811 | 100,00 / 100,00 |      | 9 / 9    |         |
| Eleitorado/Participação | Eleitorado/Participação        | 3 284 | 55,15 / 100,00  | 1,02 |          |         |

| Freguesia                                 | 2017-2021 | 2017-2021                      | 2017-2021      | 2021-2025 | 2021-2025                      | 2021-2025      |
| ----------------------------------------- | --------- | ------------------------------ | -------------- | --------- | ------------------------------ | -------------- |
| Almalaguês                                |           | Partido Socialista             | 57,42 / 100,00 |           | Partido Socialista             | 61,99 / 100,00 |
| Antuzede e Vil de Matos                   |           | Partido Socialista             | 58,40 / 100,00 |           | Partido Socialista             | 56,49 / 100,00 |
| Assafarge e Antanhol                      |           | PSD-CDS-PPM-MPT                | 40,41 / 100,00 |           | PSD-CDS-PPM-VP-RIR-A-NC        | 49,14 / 100,00 |
| Brasfemes                                 |           | Partido Socialista             | 53,57 / 100,00 |           | Partido Socialista             | 59,26 / 100,00 |
| Ceira                                     |           | Partido Socialista             | 45,93 / 100,00 |           | Partido Socialista             | 53,25 / 100,00 |
| Cernache                                  |           | Coligação Democrática Unitária | 39,53 / 100,00 |           | Coligação Democrática Unitária | 43,07 / 100,00 |
| Coimbra                                   |           | PSD-CDS-PPM-MPT                | 31,05 / 100,00 |           | PSD-CDS-PPM-VP-RIR-A-NC        | 50,14 / 100,00 |
| Eiras e São Paulo de Frades               |           | Partido Socialista             | 34,98 / 100,00 |           | PSD-CDS-PPM-VP-RIR-A-NC        | 40,55 / 100,00 |
| Santa Clara e Castelo Viegas              |           | PSD-CDS-PPM-MPT                | 33,84 / 100,00 |           | PSD-CDS-PPM-VP-RIR-A-NC        | 39,75 / 100,00 |
| Santo António dos Olivais                 |           | PSD-CDS-PPM-MPT                | 30,81 / 100,00 |           | PSD-CDS-PPM-VP-RIR-A-NC        | 47,35 / 100,00 |
| São João do Campo                         |           | Partido Socialista             | 39,29 / 100,00 |           | Partido Socialista             | 55,79 / 100,00 |
| São Martinho de Árvore e Lamarosa         |           | Partido Socialista             | 49,26 / 100,00 |           | Partido Socialista             | 51,80 / 100,00 |
| São Martinho do Bispo e Ribeira de Frades |           | Partido Socialista             | 50,72 / 100,00 |           | Partido Socialista             | 46,81 / 100,00 |
| São Silvestre                             |           | Partido Socialista             | 41,35 / 100,00 |           | Partido Socialista             | 49,82 / 100,00 |
| Souselas e Botão                          |           | Grupo de Cidadãos              | 50,10 / 100,00 |           | PSD-CDS-PPM-VP-RIR-A-NC        | 52,82 / 100,00 |
| Taveiro, Ameal e Arzila                   |           | Coligação Democrática Unitária | 53,54 / 100,00 |           | Coligação Democrática Unitária | 52,20 / 100,00 |
| Torres do Mondego                         |           | Partido Socialista             | 60,18 / 100,00 |           | Partido Socialista             | 55,83 / 100,00 |
| Trouxemil e Torre de Vilela               |           | Partido Socialista             | 44,40 / 100,00 |           | Partido Socialista             | 51,52 / 100,00 |